# Joan Murrell Owens
Joan Murrell Owens est une biologiste marine, géologue et paléontologue américaine.

## Biographie

### Enfance et formation
Joan Murrell Owens est née le 30 juin 1933 à Miami, de William et Leola Murrell.
Elle se fascine pour la vie marine dans son enfance.
Owens étudie à l’Université du Michigan où elle a obtenu une maîtrise en conseil d’orientation avec une spécialisation en thérapie par la lecture.

### Carrière
Dans les années 1960, elle déménage à Newton. Là-bas, pour l’Institute for Services to Education, elle conçoit des programmes pour enseigner l’anglais aux étudiants défavorisés sur le plan éducatif.
En 1985, elle devient la première femme afro-américaine à obtenir un PhD de géologie.
En 1986, elle commence à accéder au rang de professeure agrégée au département de géologie et de géographie de l’Université Howard. Elle a décrit le nouveau genre Rhombopsammia et ses deux espèces en 1986 et a ajouté une nouvelle espèce au genre Letepsammia en 1994, nommant L. franki en l’honneur de son mari, Frank A. Owens.
Les deux genres appartiennent à la famille des microbicides. Elle s’est également spécialisée dans les coraux. Elle a obtenu des diplômes en géologie, en beaux-arts et en conseil d’orientation. Joan Owens a été transférée au département de biologie de Howard en 1992, lorsque le département de géologie et de géographie a été progressivement supprimé et a pris sa retraite du travail à temps plein en 1995.

### Décès
Joan Owens est décédée le 25 mai 2011.